# Orthotrichum nudum
Orthotrichum nudum là một loài rêu trong họ Orthotrichaceae. Loài này được Dicks. mô tả khoa học đầu tiên năm 1801.